# 西哈努克市
西哈努克市（[kroŋ prĕəh səjhanuʔ]），又稱西哈努克港，原名磅遜灣（កំពង់សោម），部分華人簡稱其為西港。該市是柬埔寨西南沿海西哈努克省的首府，地處暹羅灣東北岸的半岛，擁有柬埔寨唯一的深水港西哈努克自治港（Sihanoukville Autonomous Port），並以海岸線上的白沙灘及鄰近的雷姆國家公園（Ream National Park）聞名。  
西哈努克市建於1950年代，原為法國殖民時期規劃的深水港項目，1964年以國王諾羅敦·西哈努克命名。紅色高棉時期（1975–1979）曾改回舊名「磅遜」，並成為中國援助柬埔寨的石油煉製廠所在地，後因越南入侵而中斷。1993年柬埔寨恢復君主制後，城市名稱再度更改為西哈努克市，並逐步發展為旅遊勝地，吸引背包客及國際遊客。  
2010年代中期，中資大規模湧入西哈努克市，投資賭場、酒店及基礎設施，目標將其打造成「東南亞的澳門」。截至2019年，當地90%企業由中國人持有，賭場數量從數家暴增至135間，中文招牌及中資建築工地遍布全市。此波投資雖推升當地人均GDP至全國平均兩倍（約4,000美元），但也導致租金飆漲、本地居民被迫遷離，且大量未完工的「爛尾樓」使城市被譏為「鬼城」。  
西哈努克市因中資賭場與網絡博弈業擴張，衍生跨境詐騙、人口販運等犯罪。2019年後，中國背景的犯罪集團以高薪工作誘騙華人赴柬，強迫從事「殺豬盤」詐騙，受害者若反抗則遭拘禁、虐待甚至抽血販賣（如2022年引發國際關注的「柬埔寨血奴案」）。儘管柬埔寨政府於2020年禁止網絡賭博並突擊搜查詐騙園區，但犯罪網絡仍根深蒂固。2024年，西哈努克省省長蒙西納承諾加強治安管理，安裝監控系統以打擊犯罪。  
作為一帶一路的關鍵節點，西哈努克市面臨經濟轉型困境。2021年COVID-19疫情與賭博禁令導致旅遊業衰退，部分賭場倒閉，中國移民數量銳減。儘管如此，該市仍是柬埔寨對外貿易與區域物流的重要樞紐，中資持續投資的金港高速公路（2022年通車）進一步強化其戰略地位。  

## 历史
在高棉帝国时期，这里是一个区域性的小港口。18世纪中叶，被河仙镇占据，后又被越南阮朝兼并。此地在越南阮朝史料中被稱為香澳（Hương Úc）或泳𦹳（Vũng Thơm）。后来，这里回归柬埔寨。
1955年，法国援建西哈努克港。1957年，西哈努克市获准升级为中央直辖市。1960年4月2日开港，此后历经多次扩建。1970年柬埔寨政变后改回磅逊市，红色高棉掌权后沿用“磅逊”之名。1993年，再次改名西哈努克市并沿用至今。
2008年12月22日，成为西哈努克省省府。
2019年，大約有8萬中国人在西哈努克市，与当地柬埔寨人數目差不多。

## 經濟
施亞努市擁有柬埔寨最大港口，也是中國一帶一路計畫的重鎮之一，是中柬两国政府认定的唯一中柬国家级经济特区。中資在當地重點涉足賭場、地產和觀光業，截至2019年6月中資在當地約有50座興建中的賭場和幾十家酒店。据“柬埔寨思想家”组织联合创办人索克维在《外交家》发表的文章，自2013年一带一路计划实施，中国人大量涌入西港，当地人口从最初8万人增长至2019年的25万。根据当地2019年7月发布的统计数字，西港90%企业由中国人拥有。在柬埔寨政府签发的163个赌场牌照中，有91家在西港签发，但实际运营中的数量不到一半。
2021年因嚴重特殊傳染性肺炎疫情導致旅遊業大幅衰退，再加上柬埔寨政府于同年元日起禁止一切线上赌博活动，原先暴增至135間賭場的西港已有少部分賭場倒閉。

## 犯罪活動
2019年，中華人民共和國驻柬埔寨大使馆提醒中国公民，該地社会治安不靖，要注意安全。中國使館且警告稱「如中国公民在本提醒发布后仍坚持前往，有可能面临较高安全风险，因协助而产生的费用由当事人个人承担。」2021年，中国驻柬使馆提醒在柬中国公民，切勿从事任何电信诈騙、非法拘禁、绑架勒索、贩卖人口、吸食贩卖毒品等非法活动。
2022年，東南亞跨國人口販賣案件爆增，犯罪集團將會華語華人誘騙至西哈努克市進行詐騙工作，甚至被軟禁、施虐、強姦、活摘器官，淪為人口販子所有物的，2022年7月統計從台灣出境到西哈努克市回台人數不到10%。截至2022年該地成為中國跨國犯罪集團活躍的地方。

## 对外交往
西哈努克市与以下城市是姊妹城市：
- 爱沙尼亚馬爾杜[15]
- 中国南宁市[16]
- 美国西雅图[17]

### 外国领事机构
由于越南邻近施亞努市且在当地拥有大量越侨，因此越南在施亞努市设有总领事馆，其领区为西哈努克省、贡布省、白马省、戈公省、磅士卑省和茶胶省。2021年6月，中国也在施亞努市开设领事办公室。

## 交通

### 海运

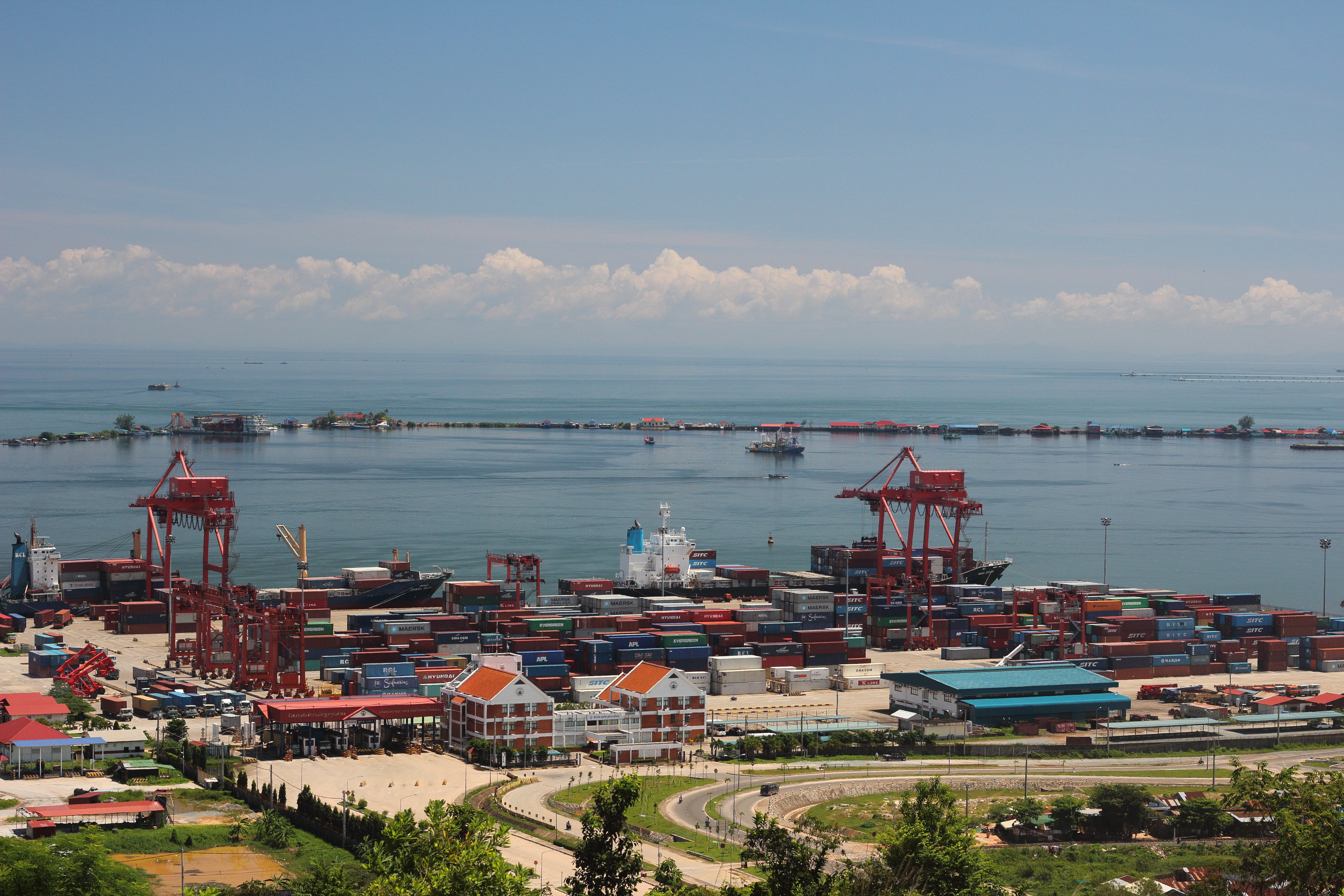
西哈努克自治港

西哈努克自治港是柬埔寨唯一的深水港口，建于1960年，共有泊位九个，也設有油库及物流設施。2020年，该港净吞吐量达到6,601,804吨。:18

### 航空

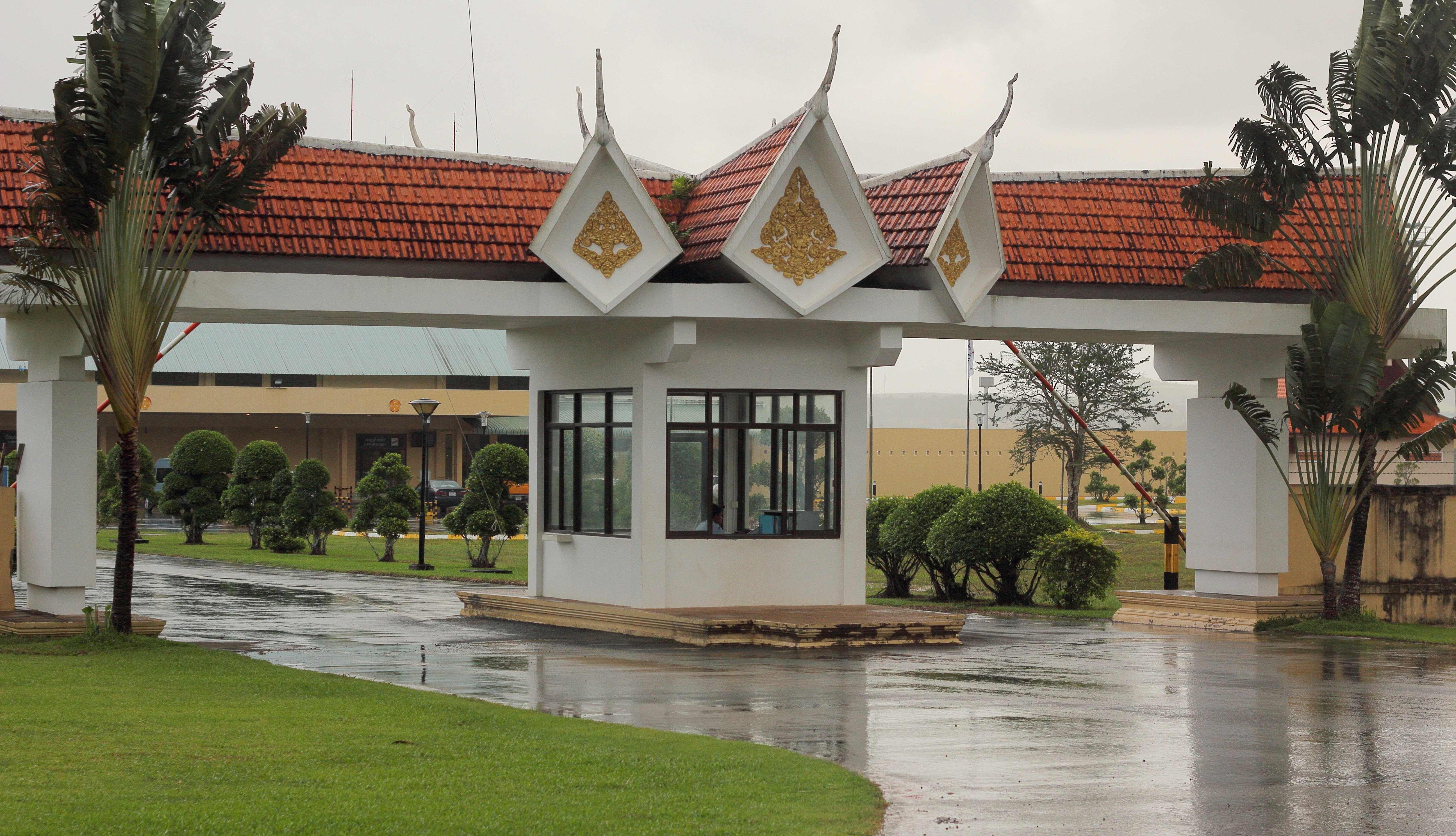
西哈努克國際機場

西哈努克國際機場是柬埔寨三大国际机场之一，有往來中國大陸、菲律宾、泰国及马来西亚的国际航线。

### 铁路
20世纪60年代，在法国、西德、英国的援助下，柬埔寨皇家鐵路南线由金邊延伸至西哈努克港，运营至今。

### 公路
- 金港高速公路
- 4号国道 (柬埔寨)